# Битва при Арахове

Битва при Арахове (греч. Μάχη της Αράχωβας) — сражение между греческими повстанцами под командованием  Георгиоса Караискакиса и силами Османской империи в ходе Освободительной войны Греции 1821—1829 годов, произошедшее 18 ноября (1 декабря) — 24 ноября (6 декабря) 1826 года и закончившееся почти полным уничтожением турецко-албанских войск.

## Предыстория
В апреле 1826 года пал город Месолонгион — очаг Греческой революции в западной Средней Греции. Осаждавшие город османские силы, под командованием Кютахья, и египетские, под командованием Ибрагима-паши, освободились для подавления восстания. Ибрагим вернулся на Пелопоннес, где попытался взять полуостров Мани, но потерпев поражение, продолжил тактику выжженной земли. Греческие повстанцы под руководством Теодора Колокотрони вели против Ибрагима партизанскую войну. Греческое правительство контролировало лишь клочок полуострова в треугольнике Аргос — Коринф — Нафплион.
В Средней Греции Кютахья повёл себя иначе. Кютахья следовал директиве из Константинополя, которая в свою очередь была результатом советов австрийской дипломатии. Меттерних, видя сближение России и Британии в Греческом вопросе, пыталась опередить события. Кютахья повел себя мирно по отношению к населению. Основной его задачей стало подписание старейшинами и многими военачальниками признание власти султана. В этом ему способствовали и посланники нового (после того как Григорий V (Патриарх Константинопольский) был повешен в 1821 году) Константинопольского патриарха. На всей территории Средней Греции почти не оставалось очагов сопротивления.
Выступив из Месолонгиона в конце мая, во главе 10 тысяч солдат, Кютахья почти не встречая сопротивления, 28 июня подошёл к городу Фивы. 16 июля Кютахья подошёл к последнему серьёзному очагу сопротивления, незначительному тогда, городу Афины, где на скалу Афинского Акрополя поднялись для обороны 1 тысяча повстанцев во главе с Яннисом Гурасом и Иоаннисом Макрияннисом и гражданское население. Началась осада и оборона Акрополя, которая продлится 10 месяцев.
Капитулянтские настроения стали проявляться и на Пелопоннесе, где часть местной знати при содействии британской дипломатии была готова согласиться на ограниченную автономию под властью султана, подобной той, что была предоставлена Молдавии и Валахии после русско-турецких войн. После 5 лет кровавой войны за независимость Средняя Греция осталась бы вне этой вассальной автономии.

## Караискакис
Караискакис был румелиотом, то есть уроженцем Средней Греции. Видя какая опасность нависла над революцией и над его родиной, Караискакис
решил действовать сам. 17 июня, во главе 500 бойцов, Караискакис прибыл в Нафплион, бывший тогда временной столицей. Караискакис вызвал в Аргос Колокотрониса и устроил сходку военачальников, в которой приняли также участие Кицос Тзавелас и Андреас Метаксас. Военачальники пришли к мнению, что для спасения революции необходимы параллельные кампании в Пелопоннесе, которую продолжит Колокотронис и кампания в Средней Греции для спасения осажденных в Афинах и возрождения революции в Средней Греции, которую возглавит Караискакис. Колокотронис обещал выделить в помощь кампании в Среднюю Грецию Никитаса Стамателопулос и своего сына Геннеос Колокотронис.
Но перед тем как выступить Караискакис запросил у правительства командование войсками Средней Греции, что дало бы ему возможность легче преодолевать трения с местными военачальниками. Правительство отклонило его запрос. Пришлось прибегнуть к шантажу. Только когда в Нафплионе распространились слухи о том, что Караискакис был готов произвести переворот, он был спешно назначен командующим силами Средней Греции.
Командующий Караискакис выступил из Нафплиона, имея под своим командованием только 600 бойцов (против 500, с которыми он сюда пришёл месяцем ранее).

## Аттика
Караискакис разбил лагерь у города Элефсис. К нему подошли Христофор Перревос с 600 фессалийцами, македонянами и фракийцами, Эвморфопулос с фалангой добровольцев Ионических островов, Никитас Стамателопулос с бойцами из Смирны (Измир) и другими малоазийцами. В течение нескольких дней вокруг Караискаиса собралось до 4 тысяч бойцов. Прибыл и Шарль Фавье с 1200 солдат регулярной армии.
В первом сражении на подступах к Афинам, турки потеряли 500 солдат. Но бывший наполеоновский офицер не хотел признавать командование неграмотного Караискакиса. Фавье самовольно забрал регулярные части и переправил их на остров Саламина. Караискакис вынашивал план похода чтобы вернуть Среднюю Грецию под греческий контроль, но для этого нужно было обеспечить продолжение обороны Акрополя. 11 октября был послан Криезотис, во главе 400 бойцов, на прорыв блокады.
Сам Караискакис, во главе 3 тысяч бойцов, атаковал Мениди, чтобы привлечь все силы турок на себя. Криезотис с отрядом высадился на полуострове Кастелла, Пирей и сквозь древнюю оливковую рощу подошёл к Акрополю. Рывок 400 бойцов, каждый из которых нёс на спине по 1,2 кг пороха и продовольствие для осаждённых, был успешным. Только 2 получили ранения.

## Поход в Среднюю Грецию
Создав образцовый лагерь, через который пастухи без опаски потерять животных могли провести свои стада и обеспечив осажденных в Акрополе, Караискакис мог приступить к с осуществлению своего плана. Оставив в лагере 1 тысячу бойцов под командованием Васоса Мавровуниотиса, Караискакис 25 октября выступил в поход, во главе 2500 бойцов. Больной туберкулезом, Караискакис не мог ходить по горным тропам и бойцы несли его на носилках. 27 октября Караискакис осадил турок в селе Домврена.
Между тем Кютахья отправил к Аталанти, где находился отборный албанский отряд Мустаи-бея принимавший участие в осаде Месолонгиона, подкрепления под командованием Кехая-бея, своего заместителя. Получив эту новость, Караискакис оставил Домврену и пошёл на соединение с другими военачальниками, осаждавшими город Амфиса.

## Арахова
Караискаис находился в селе Дистомо, когда получил информацию из Иерусалимского монастыря, что 2,5 — 3 тысячи турок пройдут через Арахову, направляясь к Амфисе, чтобы снять осаду. Он немедленно направил 500 бойцов под командованием Гардикиотиса и Вайаса, чтобы они заняли позиции в самой Арахове. Другим военачальникам был дан приказ окружить Арахову с запада и востока. Сам Караискакис пошёл по стопам турок.
19 ноября албанцы Мустаи-бея вошли в Арахову и обнаружили там повстанцев. Начался бой, к которому постепенно подключались и турки Кехая-бея.
Когда Караискакис ударил им в тыл, турки обнаружили, что они окружены. Турки попытались выйти из кольца в направлении Дельфы, но оказались заблокированными за селом. Бой продолжался и весь последующий день. Турки обложили себя мулами и седлами и отчаянно оборонялись. К грекам подходили все новые отряды. На третий день, 21 ноября, 800 турок из Давлиа подошли спасать осажденных. По сигналу осажденные бросились на прорыв. Но греки отбили прорыв и подошедших на помощь турок отогнали. После чего, потеряв надежду на подмогу и видя что погода стала портиться и пошёл мокрый снег, турки стали вести переговоры с Караискакисом, но их условия не были приняты. Всю ночь и весь последующий день шёл мокрый снег. 24 ноября повалил густой снег. Турко-албанцы пошли к командующим Кехая-бею и лежавшему при смерти раненному Мустаи-бею. Ответом брата Мустаи-бея было: принимайте сами решение, бей уже не жилец на этом свете. За час высота снега дошла по колено. Албанцы, ведомые местным предателем, пошли на прорыв через ему одному известные тропы. Брат ещё живого Мустаи-бея отрубил ему голову, чтобы он не попал в руки неверным, и понёс голову в мешке.
Как только Караискакису донесли, что турки уходят, он поднял на ноги бойцов, укрывшихся в домах деревни и окрестных часовнях. Начался молчаливый бой. В ход пошло только холодное оружие, поскольку порох просырел. Греки разбили турецкую колонну на 2 части. Началась резня. Особую злость проявили бойцы, выжившие из прорыва Месолонгиона и помнившие албанцев Мустаи-бея. Из 2 тысяч турок выжили только 300, но и те окончательно вышли из строя, поскольку оказались обмороженными. Рядом с головой Мустаи-бея легла и голова Кехая-бея.
Как никогда ранее, Караискакис подтвердил приставку, данную турками к его фамилии («кара» — чёрный, в данном случае страшный для турок). В плен был взят некий Магинас, грек, бывший до того на службе у Маврокордато и преследовавший в своё время Караискакиса. Он сопровождал турок, убеждая селян подписывать бумаги признания власти султана. Караискакис не стал марать руки. Со словами «пошлю тебя к правительству, пусть оно воздаст тебе должное» он отправил его в Нафплион. И воздали. Магинас участвовал в Национальном конгрессе, а при правлении короля Оттона даже стал министром.

## Последствия
Победа при Арахове и последующие победы Караискакиса в Средней Греции, включая победу 31 января 1827 года над первыми регулярными войсками Османской империи, не только воскресили революцию в Средней Греции, но и нарушили планы султана и австрийской дипломатии о усмирении Греции и компромиссный план колеблющейся британской дипломатии о предоставлении автономии, ограничив её только Пелопоннесом.
За три месяца этого похода вся Средняя Греция перешла под греческий контроль, оставив туркам только лагерь Кютахьи в Афинах и контроль над Месолонгионом и прибрежными крепостями Вонитса и Навпакт (Лепанто). Война разгорелась с новой силой.